# Sibet Lubben

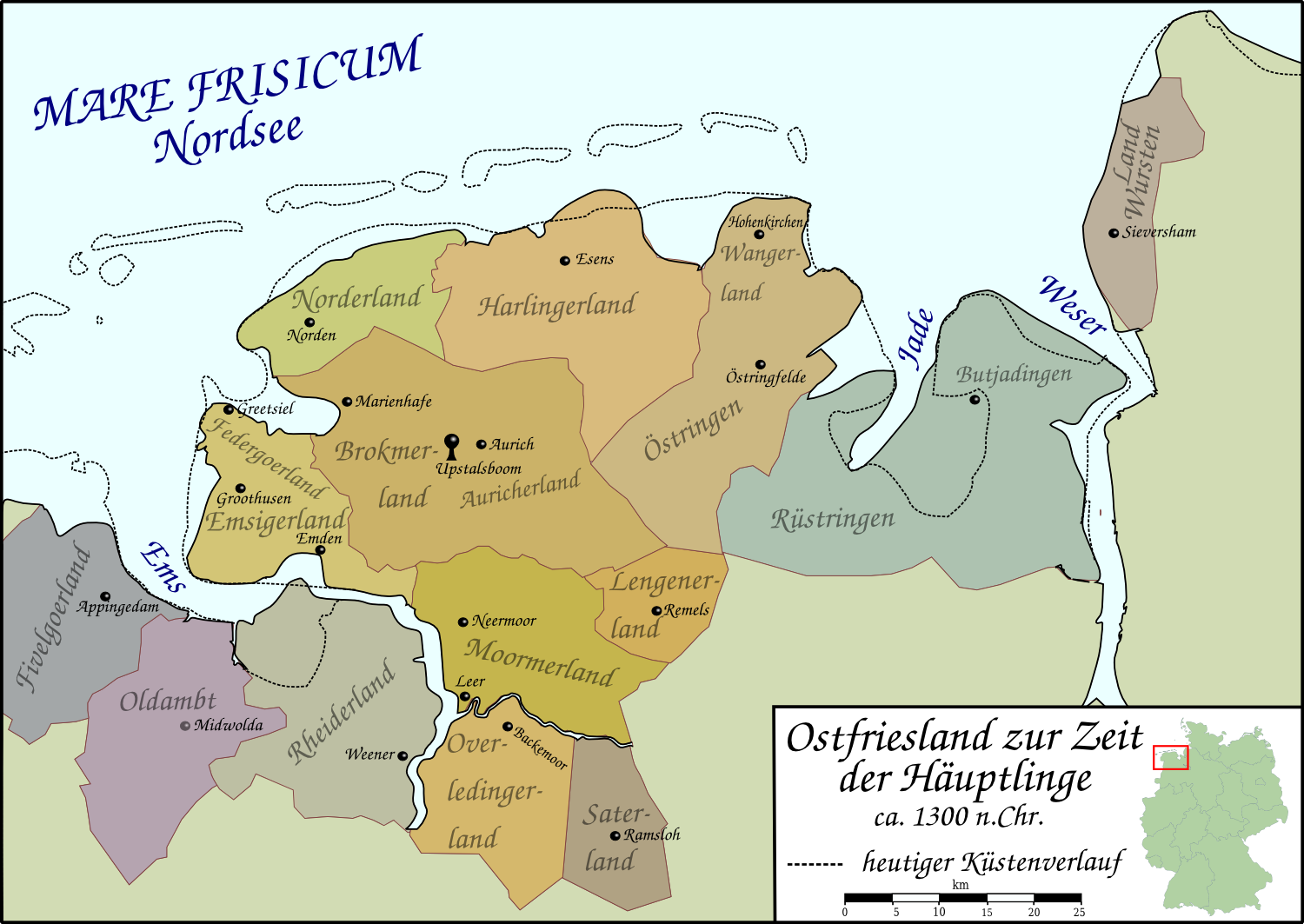
Ostfriesland zur Zeit des Häuptlingswesens.

Sibet Lubben, auch Sibet Lubbenson bzw. Sibet von Rüstringen genannt, (bezeugt 1416; † 1433) war ein Ostfriesischer Häuptling zu Rüstringen und Östringen.

## Leben
Sibet Lubben war der Sohn des Lubbe Sibets (bezeugt 1397; † 1420), dem Häuptling zu Burhave in Butjadingen, aus dessen erster Ehe mit Frouwa, der Tochter des Edo Wiemken des Älteren (bezeugt ab 1382; † 1415). Da Edo Wiemkens einziger Sohn Dodeko schon 1391 gestorben war, vererbte dieser die Häuptlingsrechte in seinem Stammland, dem Rüstringer Landesviertel Bant, an seinen Enkel Sibet.
In einem Schreiben Wilhelms II., Herzog von Straubing-Holland, vom 11. August 1416 ist er erstmals als „hovelinge to Rustringe“ bezeugt.
Sibet, obwohl zunächst lediglich lokaler Häuptling, betrieb eine Politik der Machtexpansion, vermutlich angeregt durch das Vorbild seines Großvaters sowie durch den Aufstieg des ostfriesischen Häuptlingsgeschlechtes tom Brok. Mit einer Tochter Kenos II. tom Brok war er in erster Ehe verheiratet.
Mit der Häuptlingsburg Edenburg seines Großvaters, die er 1416 in Sibetsburg umbenannte, als Basis, richtete sich sein Expansionsdrang nach Östringen im Nordwesten sowie nach Osten an die Unterweser. Durch Bündnisse mit seinem Vater in Burhave, seinem Bruder Memme in Waddens und weiteren Ortshäuptlingen versuchte er, eine Oberhoheit über das einst von Edo Wiemken dem Älteren kontrollierte Gebiet zu gewinnen.
Sein Erfolg war aber zunächst nur gering. Bereits 1418 erhoben sich Butjadinger Bauern gegen Sibets Herrschaft und seine Steuerforderungen. Durch ein Bündnis mit dem Grafen Christian VI. von Oldenburg konnte er zwar zunächst militärisch seine Macht festigen, allerdings konnte er nicht verhindern, dass sich die Butjadinger 1419 unter den Schutz der Stadt Bremen stellten und mit ihrer Hilfe die Ortshäuptlinge vertrieben. Auch mit einem konstruierten Rechtsanspruch auf den Gehorsam der Bauern drang er gegen die starke Hansestadt nicht durch.
Auch in Östringen hatte Sibets Expansionsbestreben zunächst nur kurzfristig Erfolg. So konnte er zwar ab 1417 seine Herrschaft auf Jever ausdehnen, bereits 1420 wurde die Stadt allerdings von seinem Schwager, Ocko II. tom Brok, Sohn Kenos II., erobert. Sibet musste daraufhin auch auf diesen Herrschaftsanspruch verzichten und Ocko auch die mit diesem verbundenen Herrschaftsrechte im Wangerland überlassen. Im gleich Jahr schlossen beide, mit einer Urkunde vom 23. Oktober 1420, ein Bündnis zum Schutz und für die Freiheit Frieslands gegen „dudesche heren ofte steden“ und Sibet konzentrierte sich erstmal lediglich auf sein rüstringisches Gebiet.
1424 beteiligte er sich an einem Kriegszug, bei dem Ocko tom Brok und Focko Ukena, Häuptling des Moormer- und Lengenerlandes, in das Stadland einfielen, angeblich, um die Hinrichtung der Söhne des Dide Lubbens 1419 in Bremen zu rächen. Durch seine Beteiligung erhoffte sich Sibet, Herrschaftsforderungen in der friesischen Wesermarsch durchsetzen zu können. Am 29. Juli 1424 erfolgte ein Friedensschluss in Oldenburg. Bremen konnte zwar das Gebiet nicht halten, verhinderte aber in der Folge die Etablierung einer neuen Häuptlingsherrschaft sowie auch die Übertragung der Friedeburg an Sibet. Die Burg wurde 1425 abgerissen.
In der Folge zerfiel das Bündnis zwischen Ocko tom Brok und Focko Ukena, wodurch Sibet erneut die Möglichkeit sah, seine Herrschaft in Östringen zu erweitern. Sibet nahm für Focko Partei, dessen Tochter Ammeke er in zweiter Ehe wohl um 1423 geheiratet hatte. Seit Mai 1425 nannte er sich wieder Häuptling zu Rüstringen und Östringen, was darauf schließen lässt, dass er zu dieser Zeit Jever wieder in seine Herrschaft gebracht hatte. Am 27. September 1426 besiegten die von Focko und Sibet geführten bäuerlich-ostfriesischen Truppen in der Schlacht von Detern ein bremisch-oldenburgisches Ritterheer vernichtend, nachdem Graf Dietrich von Oldenburg seine Verbündeten im Verlauf der Schlacht verließ. In der Folgezeit musste sich Sibet zunehmenden Autonomiebestrebungen der Landgemeinden im östlichen Friesland, Östringen und Rüstringen beugen und verpflichtete sich 1427, die Burg Jever abzubrechen. Seine Position und Autorität als Landeshäuptling konnte er hingegen halten.
Auch am engen Bündnis mit Focko Ukena hielt er fest und geriet dadurch in dessen Auseinandersetzung mit der Greetsieler Häuptlingsfamilie Cirksena und der von ihr geführten bäuerlichen Freiheitsbewegung Freiheitsbund der Sieben Ostfrieslande.
Um 1430 erlitt Focko eine Niederlage gegen dieses Bündnis, jedoch konnte Sibet in der Folge die Länder seines Herrschaftsbereichs Rüstringen, Östringen und Wangerland weiter an sich binden. Mehrere Angriffe des Freiheitsbundes und dessen Verbündeten in Oldenburg und Bremen auf seine Sibetsburg konnte er abwehren, so etwa durch seinen Sieg bei Schaar am 29. Mai 1432. Im anschließenden Friedensvertrag  vom 14. Juni 1432 bestätigten die unterlegenen Landgemeinden Sibets Herrschaft über die Burgen Sibetsburg, Jever und Friedeburg in Östringen.
Sibet unterstützte die Vitalienbrüder, denen er unter anderem auf der Sibetsburg Unterschlupf bot. Er rechtfertigte dies 1432 damit, sich für seinen Großvater Edo Wiemken rächen zu müssen, der 1405, im Zusammenhang mit hansisch-holländischer Auseinandersetzungen in Gefangenschaft geriet und erst gegen Lösegeld entlassen wurde. Hierdurch provozierte er die Hanse und im Juni 1433 entsandte die Stadt Hamburg ein Expeditionskorps unter der Führung von Simon von Utrecht nach Ostfriesland. Die Truppen konnten die Burg Emden von Sibets verbündeten Häuptling Imel Abdena, der die Vitalienbrüder ebenfalls unterstützte, erobern. Sibet und sein Schwager, der Häuptling Udo von Norden, sammelten ein Entsatzheer, wurden aber am 29. Juli 1433, von ostfriesischen und hamburgischen Truppen bei Bargebur besiegt. Sibet wurde im Kampf verwundet und starb ein paar Tage nach der Schlacht. Anschließend wurde auch die Sibetsburg, zu dem Zeitpunkt von seinem Halbbruder Hayo Harlda (bezeugt 1420; † 1441) verteidigt, Anfang September 1433 besetzt. 1435 wurde sie geschleift.

## Nachfolge
Sibet hatte aus seinen zwei Ehen keine Kinder, daher traten Hayo Harlda und dessen Schwager Lubbe Onneken (bezeugt 1433; † 1476) seine Herrschaftsnachfolge an.